# Günther Prien
Günther Heinrich Prien (Osterfeld bij Naumburg, 16 januari 1908 - Atlantische Oceaan ten zuiden van IJsland, 7 maart 1941) was een Duitse onderzeebootkapitein die tijdens de Tweede Wereldoorlog 31 geallieerde schepen tot zinken bracht. Prien staat bekend als een van de bekendste onderzeebootkapiteins uit de oorlog. Hij was een held in nazi-Duitsland en een idool in talloze propagandacampagnes. Prien was de eerste Duitser die uit handen van Hitler het Ridderkruis van het IJzeren Kruis kreeg.

## De vroege jaren
Prien begon zijn zeevaartcarrière als matroos op een koopvaardijzeilschip. In 1927 overleefde hij ternauwernood een schipbreuk met de driemaster Hamburg, voor de kust van Ierland. Later werd hij kapitein van het stoomvrachtschip San Francisco. Prien nam in 1934 dienst bij de Duitse Kriegsmarine. Na een korte tijd op een Duitse kruiser Emden te hebben gevaren kreeg hij het commando over zijn eigen onderzeeër, de U 47, een Type VII U-boot. Prien had de reputatie zeer tuchtvol en strak disciplinair te zijn. Het was niet ongewoon dat na een patrouille een derde van de bemanning op rapport moest.
De U-boten leverden de grootse bijdrage aan Duitse kant tijdens de Slag om de Atlantische Oceaan.

## Scapa Flow

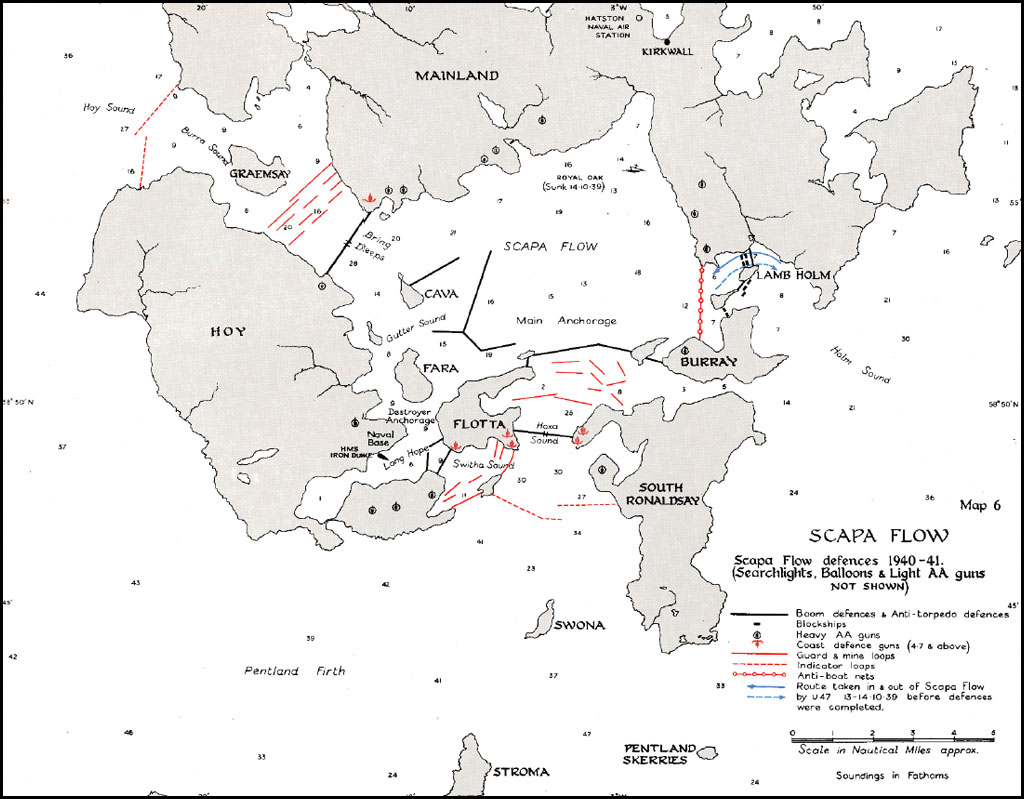
De baai van Scapa Flow, de thuisbasis van de Home Fleet

De aanval van de U 47

Karl Dönitz, de bevelhebber van de Duitse U-boten, wist dat hij te weinig U-boten had bij het begin van de Tweede Wereldoorlog om een effectieve blokkade campagne op te zetten tegen de Britten. Met een spectaculair succes hoopte hij genoeg aandacht en prioriteit te kunnen krijgen om de U-boot dienst verder uit te breiden. Bij het bestuderen van luchtverkenningsfoto's van de Britse thuisbasis van de Home Fleet te Scapa Flow was hij tot besluit gekomen tot een van de toegangen niet voldoende beschermd was. Hij vroeg aan Gunther Prien of hij deze fout in de bescherming van de basis kon uitbuiten en een aanval kon uitvoeren. Prien aanvaardde de missie en voer daarop op 30 september 1939 met zijn U 47 naar de Scapa Flow op de Orkney-eilanden.

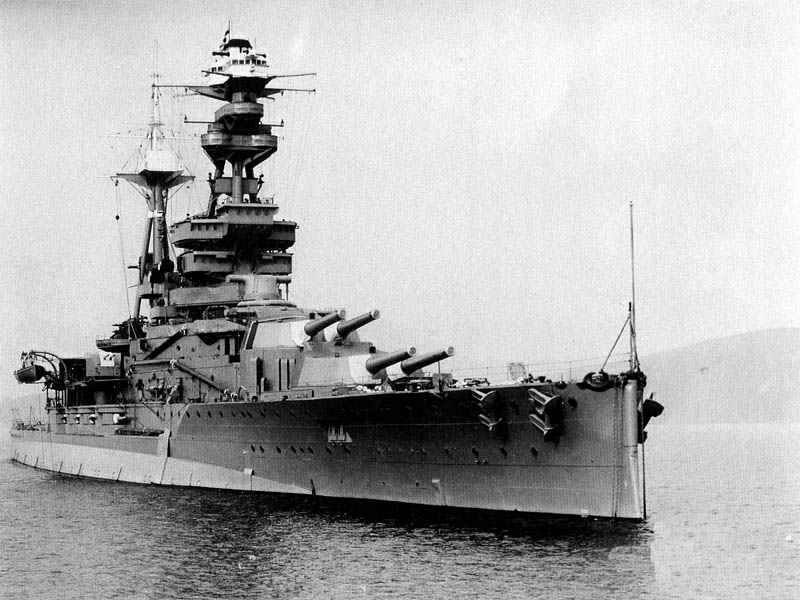
HMS Royal Oak, 1937

Prien zorgde ervoor om op reis naar Scapa Flow niet verkend te worden door de Britten : hij voer alleen 's nachts en overdag bleef hij ondergedoken. Op 13 oktober om 19:15 begon hij zijn poging om de toegang te forceren. Prien bleef aan de oppervlakte varen ondanks het feit dat het noorderlicht de anders stikdonkere nacht ietwat verlichtte. Maar het noorderlicht was niet sterk genoeg om via de periscoop te kunnen navigeren of aan te aanvallen, dus Prien bleef aan de oppervlakte. Handig gebruik makend van de sterke getijdenstroming kon hij geluidloos de toegang forceren en kon rakelings langs de blokschepen Scapa Flow binnenvaren. Prien had wel pech : de voorgaande dagen was de Home Fleet uitgelopen als reactie op een uitbraak van het Duitse slagschip Gneisenau. De Britse slagkruisers HMS Hood en HMS Repulse en de slagschepen HMS Nelson en HMS Rodney waren niet teruggekeerd naar hun thuisbasis maar waren andere Schotse havens binnengelopen, aangezien de Duitse luchtverkenning heel actief bleef boven Scapa Flow. Dus op het moment van de aanval had de Duitse oppervlaktevloot en luchtmacht in feite de doelen weggelokt, maar gelukkig voor Prien keerde het slagschip HMS Royal Oak wél terug naar Scapa Flow. Dit oude en niet gemoderniseerde slagschip, een veteraan van de Zeeslag bij Jutland, maakte geen deel uit van de kern van de Home Fleet maar werd gebruikt bij de bescherming van konvooien. Anderzijds had Prien wel geluk : op de toegang die hij had gebruikt om Scapa Flow binnen te geraken, gingen de volgende dag extra blokschepen afgezonken worden. Had hij één dag later aangevallen dan was die toegang versperd geweest.
De eerste aanval met vier boegtorpedo's mislukte : een van de vier torpedo's bleef steken in de torpedobuis en slechts een van de drie andere torpedo's trof de Royal Oak op het uiterste puntje van de boeg. Die treffer veroorzaakte zo weinig geluid en schade dat de bemanning van de Royal Oak niet eens gealarmeerd werd. De tweede aanval met de hekttorpedo mislukte ook. De torpedobuizen werden zo snel mogelijk herladen. Wanneer de tweede torpedo in de boegbuizen herladen was, zette Prien de derde aanval in. Hij kon ook de eerste geblokkeerde torpedo lanceren samen met de twee nageladen torpedo's. Nu had het meer resultaat : het waren alle drie treffers. Het schip kapseisde en zonk binnen de dertien minuten samen met 833 van de meer dan 1200 bemanningsleden. Prien had nog vijf reservetorpedo's en hij dacht dat achter de Royal Oak nog de slagkruiser Repulse lag. De Britten waren er zich nog steeds niet van bewust dat er een onderzeebootaanval gaande was en Prien had opnieuw kunnen herladen en aanvallen, maar deed dit niet. Prien dacht dat hij ontdekt was en besloot zo snel mogelijk in het donker aan de oppervlakte te ontsnappen uit Scapa Flow. Uiteindelijk bleek dit de goede beslissing te zijn want het schip dat hij voor de slagkruiser Repulse hield, was het in vergelijking waardeloze vliegtuigmoederschip Pegasus.

## Na Scapa Flow

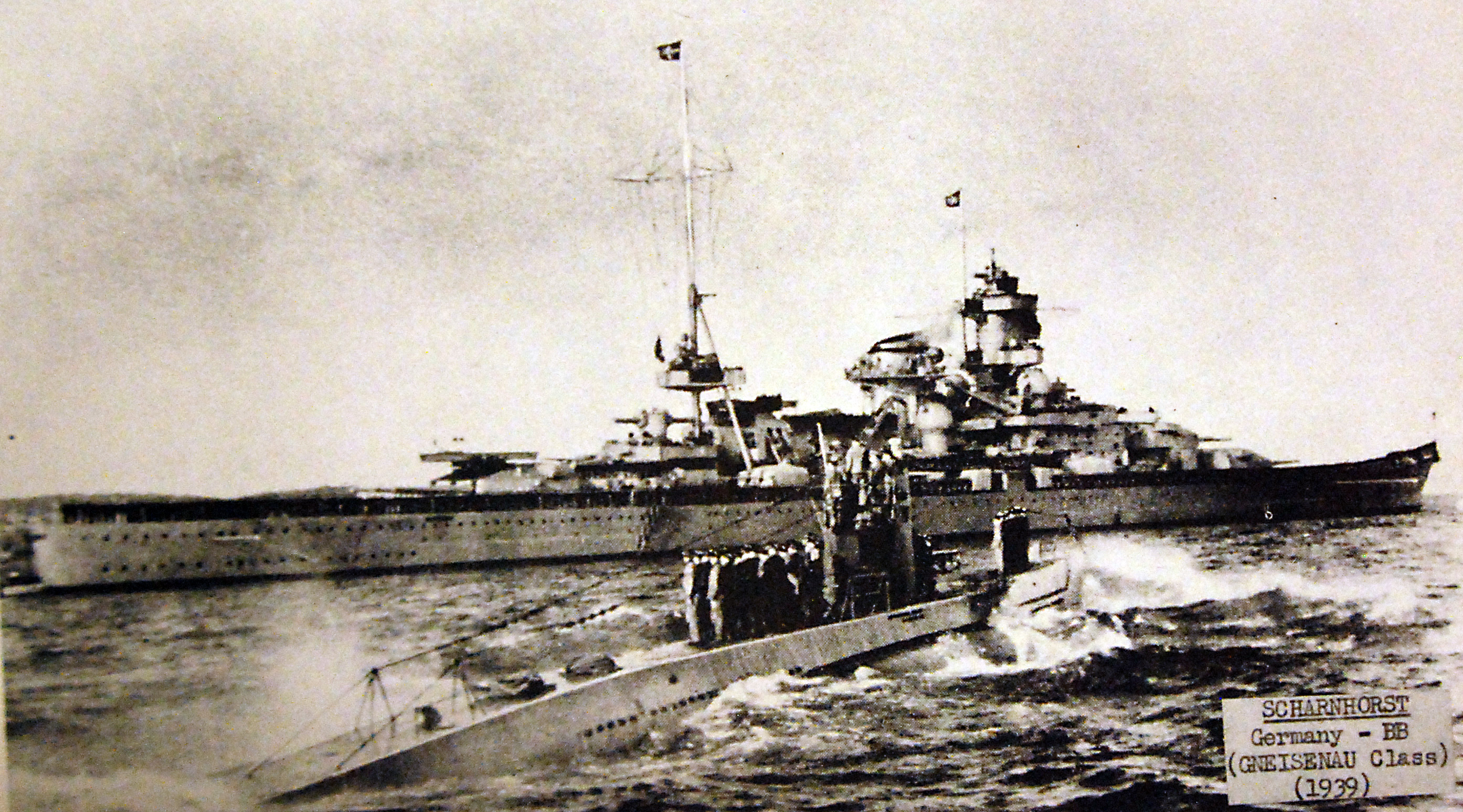
De bemanning van de U 47 staat aangetreden bij het passeren van het slagschip Scharnhorst na de succesvolle raid te Scapa Flow.

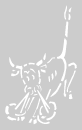
Het logo van de U 47

Op terugweg naar Duitsland werd het logo gecreëerd waarmee Prien beroemd zou worden : De Stier van Scapa Flow. In plaats van de naam van de gezonken vijand op de commandotoren te schilderen zoals toen gebruikelijk was, bracht de eerste wachtofficier een cartooneske aanvallende stier aan, met stomende neusgaten en dreigende horens. Het stoutmoedige karakter en het uiteindelijk succes van de aanval op Scapa Flow bracht Hitler ertoe Goebbels opdracht te geven om deze missie in de volle spotlights te zetten. Goebbels schakelde de propaganda in: extra radiocommuniqués werden gewijd aan de aanval, de volledige bemanning werd naar Berlijn overgevlogen waar ze gehuldigd werd door een enthousiaste menigte. Gedurende verschillende dagen werden vieringen gehouden en als afsluiter mochten ze bij Adolf Hitler op bezoek in de Rijkskanselarij. Daar kreeg Prien uit handen van Hitler het allereerste exemplaar van het nieuwe Ridderkruis. 
Prien schreef een autobiografie genaamd Mijn Weg naar Scapa Flow, dat gezien werd als een Duitse propagandaboek. 

## Priens verdere carrière
Op 2 juli 1940 was de U 47 op terugweg van een uiterst succesvolle patrouille toen hij in het Noorderkanaal op het passagiersschip SS Arandora Star stootte. Het passagiersschip was bewapend met een kanon op de boeg en de achterplecht, dus het kon zonder waarschuwing aangevallen worden. De U 47 had nog maar één torpedo over die eigenlijk defect was, maar toch besloot Prien aan te vallen. Op een afstand van meer dan een zeemijl kon hij het grote schip recht in het midden treffen en na een uur zonk het. Aan boord waren 1299 Italiaanse en Duitse geïnterneerden en krijgsgevangenen. 713 onder hen kwamen om in de ramp.

## De ondergang
Op 20 februari 1941 vertrok Prien met de U 47 voor zijn tiende en laatste patrouille. De U 47 was gestationeerd in Frankrijk en de bedoeling was om Prien een laatste oorlogspatrouille te laten uitvoeren en daarna terug te keren naar Duitsland, naar een trainingsflottielje om instructeur te worden. Bij een aanval op konvooi OB-293 verdween de U 47. Er waren geen overlevenden en er bestaat speculatie rond het uiteindelijke lot van de boot. Het is mogelijk dat de boot tot zinken werd gebracht door het escorte van het konvooi, maar ook een duikongeval of technisch mankement aan de eigen torpedo's valt niet uit te sluiten. Hitler vreesde onrust onder de bevolking mocht dit slechte nieuws bekend raken, daarom werd besloten de dood van Prien geheim te houden. Pas op 23 mei 1941 werd besloten om het verlies toe te geven en op 24 mei werd dit op de Duitse radio medegedeeld. In diezelfde periode werd het nieuws gedomineerd door het succes van de Duitse Landing op Kreta en de spectaculaire vernietiging van de grote Britse slagkruiser HMS Hood (1920) door het nieuwe Duitse slagschip Bismarck tijdens de Zeeslag in de Straat Denemarken en men hoopte dat dit de schok zou dempen. Toch gaf de vertraging tussen het verlies en het toegeven van het verlies aanleiding tot vele - valse - geruchten, alsof Prien en zijn bemanning gemuit zouden hebben en als straf naar een werkkamp of het Oostfront gestuurd zouden zijn en daar allemaal omgekomen.

## Cijfers
- 30 vrachtschepen tot zinken gebracht met een totaal van 162.769 BRT
- ca 1900 omgebrachte zeelui, de meeste niet-militairen
- 700 Duitse krijgsgevangenen omgebracht
- 1 oorlogsschip tot zinken gebracht met een totaal van 29.150 ton
- 8 schepen beschadigd met een totaal van 62.751 BRT

| Datum             | U-boot | Naam van het schip     | Nationaliteit       | Tonnage | Lot        |
| ----------------- | ------ | ---------------------- | ------------------- | ------- | ---------- |
| 5 september 1939  | U-47   | SS Bosnia              | Verenigd Koninkrijk | 2.407   | Gezonken   |
| 6 september 1939  | U-47   | SS Rio Claro           | Verenigd Koninkrijk | 4.086   | Gezonken   |
| 7 september 1939  | U-47   | SS Gartavon            | Verenigd Koninkrijk | 1.777   | Gezonken   |
| 14 oktober 1939   | U-47   | HMS Royal Oak          | Royal Navy          | 29.150  | Gezonken   |
| 28 november 1939  | U-47   | HMS Norfolk            | Royal Navy          | 10.035  | Beschadigd |
| 5 december 1939   | U-47   | SS Novasota            | Verenigd Koninkrijk | 8.795   | Gezonken   |
| 6 december 1939   | U-47   | MV Britta              | Noorwegen           | 6.214   | Gezonken   |
| 7 december 1939   | U-47   | MV Tajandoen           | Nederland           | 8.159   | Gezonken   |
| 25 maart 1940     | U-47   | SS Britta              | Denemarken          | 1.146   | Gezonken   |
| 14 juni 1940      | U-47   | SS Balmoralwood        | Verenigd Koninkrijk | 5.834   | Gezonken   |
| 21 juni 1940      | U-47   | SS San Fernando        | Verenigd Koninkrijk | 13.056  | Gezonken   |
| 24 juni 1940      | U-47   | SS Cathrine            | Panama              | 1.885   | Gezonken   |
| 27 juni 1940      | U-47   | SS Lenda               | Noorwegen           | 4.005   | Gezonken   |
| 27 juni 1940      | U-47   | SS Leticia             | Nederland           | 2.580   | Gezonken   |
| 29 juni 1940      | U-47   | SS Rijk Toucan         | Verenigd Koninkrijk | 4.421   | Gezonken   |
| 30 juni 1940      | U-47   | SS Georgios Kyriakides | Griekenland         | 4.201   | Gezonken   |
| 2 juli 1940       | U-47   | SS Arandora Star       | Verenigd Koninkrijk | 15.501  | Gezonken   |
| 2 september 1940  | U-47   | SS Ville de Mons       | België              | 7.463   | Gezonken   |
| 4 september 1940  | U-47   | SS Titan               | Verenigd Koninkrijk | 9.035   | Gezonken   |
| 7 september 1940  | U-47   | SS Neptunian           | Verenigd Koninkrijk | 5.155   | Gezonken   |
| 7 september 1940  | U-47   | SS José de Larrinaga   | Verenigd Koninkrijk | 5.303   | Gezonken   |
| 7 september 1940  | U-47   | SS Gro                 | Noorwegen           | 4.211   | Gezonken   |
| 9 september 1940  | U-47   | SS Posseidon           | Griekenland         | 3.840   | Gezonken   |
| 21 september 1940 | U-47   | SS Elmbank             | Verenigd Koninkrijk | 5.156   | Beschadigd |
| 19 oktober 1940   | U-47   | SM Uganda              | Verenigd Koninkrijk | 4.966   | Gezonken   |
| 19 oktober 1940   | U-47   | MV Shirak              | Verenigd Koninkrijk | 6.023   | Beschadigd |
| 19 oktober 1940   | U-47   | SS Wandby              | Verenigd Koninkrijk | 4.947   | Gezonken   |
| 20 oktober 1940   | U-47   | SS La Estancia         | Verenigd Koninkrijk | 5.185   | Gezonken   |
| 20 oktober 1940   | U-47   | SS Whitford Point      | Verenigd Koninkrijk | 5.026   | Gezonken   |
| 20 oktober 1940   | U-47   | MV Athelmonarch        | Verenigd Koninkrijk | 8.995   | Beschadigd |
| 8 november 1940   | U-47   | MV Gonçalo Velho       | Portugal            | 8.995   | Beschadigd |
| 2 december 1940   | U-47   | SS Ville d'Arlon       | België              | 7.555   | Gezonken   |
| 2 december 1940   | U-47   | MV Conch               | Verenigd Koninkrijk | 8.376   | Beschadigd |
| 2 december 1940   | U-47   | MV Dunsley             | Verenigd Koninkrijk | 8.376   | Beschadigd |
| 26 februari 1941  | U-47   | SS Kasongo             | België              | 5.254   | Gezonken   |
| 26 februari 1941  | U-47   | MV Diala               | Verenigd Koninkrijk | 8.106   | Beschadigd |
| 26 februari 1941  | U-47   | MV Rydboholm           | Zweden              | 3.197   | Gezonken   |
| 26 februari 1941  | U-47   | MV Borgland            | Noorwegen           | 3.636   | Gezonken   |
| 28 februari 1941  | U-47   | SS Holmlea             | Verenigd Koninkrijk | 4.233   | Gezonken   |
| 7 maart 1941      | U-47   | MV Terje Viken         | Verenigd Koninkrijk | 20.638  | Beschadigd |

## Militaire loopbaan
- Fähnrich zur See: 1 maart 1933[15][16][17]
- Oberfähnrich zur See: 1 januari 1935[15][16][17]
- Leutnant zur See: 1 april 1935[15][16][17]
- Oberleutnant Zur See: 1 januari 1937[15][16][17]
- Kapitänleutnant: 1 februari 1939[15][16][17]
- Korvettenkapitän: 18 maart 1941 (RDA 1 maart 1941) (Postuum)[15][16][17]

## Decoraties
- Ridderkruis van het IJzeren Kruis (nr.1) op 18 oktober 1939 als Kapitänleutnant en Commandant, U 47, 7. Unterseebootsflottille, Kriegsmarine[15][16][18]
- Ridderkruis van het IJzeren Kruis met Eikenloof (nr.5) op 20 oktober 1940 als Kapitänleutnant en Commandant, U 47, 7. Unterseebootsflottille, Kriegsmarine[15][16][18]
- IJzeren Kruis 1939, 1e Klasse (17 oktober 1939)[15][16][19] en 2e Klasse (25 september 1939)[15][16][19]
- Onderzeebootoorlogsinsigne 1939[20]
- Onderzeebootoorlogsinsigne 1939 met Briljanten in 1941[16][20]
- Dienstonderscheiding van Leger en Marine voor (4 dienstjaren) op 22 januari 1937[15][16][19]
- Hij werd acht maal genoemd in het Wehrmachtsbericht. Dat gebeurde op:
- 29 november 1939[15][16][21]
- 28 juni 1940[15][16][22]
- 1 juli 1940[15][16][23]
- 6 juli 1940[15][16][24]
- 10 september 1940[15][16][25]
- 25 september 1940[15][16][26]
- 20 oktober 1940[15][16][27]
- 23 mei 1941[15][16][28]